# Kostensteuern
Kostensteuern sind betriebliche Steuern, die aus Sicht des Unternehmens als Kosten behandelt werden und damit in die Produktkalkulation eingehen. Soweit Steuern auf den Ertrag des Unternehmens erhoben werden, handelt es sich um Ertragsteuern, die nicht in die Produktkalkulation eingehen.

## Allgemeines
Mit dem betriebswirtschaftlichen – nicht gesetzlich verwendeten – Begriff der Kostensteuern wird vermittelt, dass bestimmte Steuerarten wie Kosten angesehen werden, so dass sie eng mit der betrieblichen Leistungserstellung verbunden sein müssen. Folge ist, dass sie als Selbstkosten in die Kalkulation einfließen und dadurch die Preisbildung beeinflussen. Kostensteuern können daher durch den Preis an Kunden überwälzt werden. Ist hingegen eine Steuer aus dem Gewinn zu bezahlen, handelt es sich um eine – nicht preisbeeinflussende – Ertrag- oder Gewinnsteuer.

## Kostensteuern
Zu den Kostensteuern gehören:
- sämtliche Verbrauchsteuern wie etwa die Mineralölsteuer;
- sämtliche Verkehrsteuern wie etwa Grunderwerbsteuer, Grundsteuer, Kraftfahrzeugsteuer, Versicherungssteuer oder Hundesteuer. Sie belasten einzelnen Gegenstände des Betriebsvermögens.
- Vermögensteuer auf das Betriebsvermögen (wird in Deutschland derzeit nicht erhoben).

Wie Kostensteuern werden auch bestimmte staatliche Abgaben behandelt, die keine Steuern im engeren Sinne sind, wie beispielsweise die Grundwasserabgabe.

## Rolle der Gewerbesteuer
Umstritten ist die Rolle der Gewerbesteuer, die in der Kostenrechnung oft den Kostensteuern zugerechnet wird. Für Konrad Mellerowicz ist die Gewerbesteuer in vollem Umfang eine Kostensteuer, denn sie stellt einen betriebsbedingten Verzehr dar, der mit der Existenz des Betriebes unlösbar verbunden ist. Auch Erich Gutenberg war der Auffassung, dass die Gewerbesteuer eine Kostensteuer sei. Soweit Günter Wöhe zufolge die Gewerbesteuer auf das Gewerbekapital entfällt, gilt sie als Kostensteuer, der gewinnabhängige Rest ist eine preiswirksame Aufwandsteuer.
Steuerlich betrachtet ist die Gewerbesteuer als Realsteuer seit 2005 keine Kostensteuer mehr, da sie nicht mehr als Betriebsausgabe gilt (§ 5b EStG). Dadurch begründet die Gewerbesteuer bei den Ertragsteuern eine Effektivsteuerbelastung und ist nicht mehr als Kostensteuer zu qualifizieren. Die neuere Literatur zählt die Gewerbesteuer zu den Ertragsteuern. Wird sie dennoch betriebswirtschaftlich als Kostensteuer aufgefasst, so ist sie in die Preise einzukalkulieren und belastet nicht das Unternehmen, sondern dessen Kunden.

## Berücksichtigung in der Kalkulation von Aufträgen der öffentlichen Hand
Die Kostensteuern dürfen gemäß Nr. 30 der Leitsätze für die Preisermittlung aufgrund von Selbstkosten (Anlage zur Verordnung PR Nr. 30/53 vom 21. November 1953) in die Kalkulation bei nach Selbstkosten abgerechneten Aufträgen an die öffentliche Hand berücksichtigt werden. In der Bestimmung ist die Gewerbesteuer ausdrücklich als Selbstkostenbestandteil erwähnt.

## Wirtschaftliche Aspekte
Zunächst führen Kostensteuern zu einer Verteuerung der erstellten Produkte und Dienstleistungen. Sie bewirken darüber hinaus auch eine Verzerrung des Marktes, weil einerseits nicht alle Anbieter die Gewerbesteuer in ihre Preise ganz oder teilweise einkalkulieren und andererseits einzelne Kostenbestandteile mit unterschiedlichen Kostensteuern belastet werden. Da bei der Ermittlung der Selbstkosten von Aufträgen der öffentlichen Hand die Gewerbesteuer einkalkuliert werden darf, kann es zu Preisunterschieden kommen, wenn dasselbe Produkt nicht-öffentlichen Kunden angeboten wird.
Während Ertragsteuern in der Betriebswirtschaftslehre eine Gewinnverwendung darstellen, erhöhen Kostensteuern die Gesamtkosten:
```
                Kostensteuern                                      Ertragsteuern
                
Rohergebnis
                                        Rohergebnis
                + 
Personalkosten
                                   + Personalkosten
                + 
Abschreibungen
                                   + Abschreibungen
          →     + sonstiger 
Aufwand
:                               + sonstiger Aufwand:
                  u.
 
a. 
Verbrauchsteuern
,                           u.
 
a. Verbrauchsteuern,
                  
Verkehrsteuern
                                   Verkehrsteuern
                = 
Betriebsergebnis
                                 = Betriebsergebnis
                ± 
Finanzergebnis
                                   ± Finanzergebnis
                = 
Ergebnis der gewöhnlichen Geschäftstätigkeit
     = Ergebnis der gewöhnlichen Geschäftstätigkeit
                - Ertragsteuern                                 →  - 
Ertragsteuern

                = 
Jahresüberschuss
/
Jahresfehlbetrag
                = Jahresüberschuss/Jahresfehlbetrag
```

In der Gewinn- und Verlustrechnung erscheinen die Kostensteuern als Aufwand im Rahmen des Betriebsergebnisses, die Ertragsteuern erst nach dem Ergebnis der gewöhnlichen Geschäftstätigkeit.